# Нуева-Вілья-де-лас-Торрес
Нуева-Вілья-де-лас-Торрес (ісп. Nueva Villa de las Torres) — муніципалітет в Іспанії, у складі автономної спільноти Кастилія-і-Леон, у провінції Вальядолід. Населення — 339 осіб (2010).
Муніципалітет розташований на відстані близько 150 км на північний захід від Мадрида, 50 км на південний захід від Вальядоліда.

## Демографія
Динаміка населення (INE ):